# Hans Adolph Goeden
Hans Adolph Goeden, auch Hans Adolph Göden (* 14. Mai 1785 in Friedland (Mecklenburg); † 14. November 1826 ebenda) war ein deutscher Mediziner und Schriftsteller.

## Leben

### Familie und Werdegang
Hans Adolph Goeden war der zweite Sohn seines gleichnamigen Vaters Hans Adolph Goeden († 1799), Stadtsekretär und Senator in Friedland.
Im Alter von sieben Jahren erkrankte er 1792 an den Pocken und erlitt hierbei eine Augenerkrankung auf seinem rechten Auge, sodass er die Sehkraft verlor.
Er besuchte die Stadtschule in Friedland, immatrikulierte sich im September 1802 an der Universität Jena und studierte bis Pfingsten 1805 Philosophie und Medizin, kehrte darauf nach Friedland zurück und praktizierte dort bis 1811 als praktischer Arzt.
1811 zog er nach Dargun, praktizierte dort als Arzt, siedelte aber bereits im folgenden Jahr nach Berlin über, um dort ebenfalls als Arzt zu praktizieren und akademische Vorlesungen als Privatdozent zu halten.
Im Februar 1813 wurde er vom Ministerium des Inneren mit ausgedehnten Vollmachten nach Gumbinnen (heute Gussew) in Preußen gesandt, um den Typhus, das sogenannte Lazarettfieber, zu bekämpfen. Während seiner dortigen Tätigkeit behandelte er auch russische Kosaken, die die französischen Soldaten Napoleons, nach deren Rückzug aus Russland, verfolgten (siehe auch Russlandfeldzug 1812). Er war hierbei so erfolgreich, dass er vom Kaiser Alexander I. einen Brillantring als Anerkennung für seine Verdienste belohnt wurde und vom preußischen Ministerium ein Wartegeld erhielt, mit dem Versprechen ihn mit seinen Fähigkeiten und Kenntnissen nach seinen Wünschen anzustellen. Daraufhin wurde er zum Kreisphysikus des Kreises Löwenberg-Bunzlau ernannt, der 1816 in die den Bunzlauer Kreis und den Landkreis Löwenberg aufgespalten wurde.
1817 trieb der Schankwirt Siegmund Richter aus Royn (heute Gmina Ruja), als dortiger Wunderarzt sein Unwesen, der seine Patienten unter anderem mit Handauflegen und Zauberformeln behandelte. Dies führte dazu, dass Hans Adolph Goeden, sich schriftlich in der Öffentlichkeit dazu äußerte und dadurch die Feindschaft von bedeutenden Personen, hierzu zählte auch Ferdinand Friedrich von Stechow (1774–1854), damaliger Landrat von Löwenberg, zuzog, der ihn vor Gericht verklagte. Nachdem Hans Adolph Goeden gegen die Klagen nicht vorgegangen war, wurde er in Abwesenheit für schuldig erklärt und zu einer Gefängnisstrafe verurteilt, von der er sich freikaufen konnte; dazu musste er die Verfahrenskosten tragen. Darauf entschloss er sich 1818 wieder nach Friedberg zurückzukehren, um dort wieder als Arzt zu wirken.

### Schriftstellerisches Wirken
Hans Adolph Goeden verfasste sowohl medizinische als auch philosophische Schriften und publizierte unter anderem im Schweriner Freimüthigen Abendblatt, in Isis oder Encyclopädische Zeitung sowie in Christoph Wilhelm Hufelands Journal der praktischen Heilkunde.

## Schriften (Auswahl)
- Einleitung in ein neues System der Arzeneymittellehre. Neubrandenburg, 1805 (Digitalisat).
- Andeutung der Idee des Lebens. 1808.
- Ein Fragment zum System der Krankheiten des Menschen. 1808.
- Die Theorie der Entzündung. Ein nosologisches Fragment, als Ankündigung seines Werks über den Typhus. Berlin, 1811 (Digitalisat).
- Ueber die Natur und Behandlung des Typhus. Berlin, 1811 (Digitalisat).
- Von dem Wesen der Medicin. 1812.
- Von der Arzneykraft der Phosphorsäure gegen den ansteckenden Typhus. Berlin, 1815.
- Von der Bedeutung und Heilmethode der Wasserscheu. Breslau, 1816 (Digitalisat).
- Die Geschichte des ansteckenden Typhus. Breslau, 1816 (Digitalisat)
- Von dem Wesen und der Heilmethode des Scharlachfiebers. Berlin, 1822 (Digitalisat).
- Von dem delirium tremens. Berlin, 1825 (Digitalisat).
- Thomas Sydenham: Über seine Bedeutung in der heilsamen Kunst. Berlin, 1827 (Digitalisat).